# کونستانتینوس خامالیدیس
کونستانتینوس خامالیدیس (انگلیسی: Konstantinos Chamalidis؛ زادهٔ ۱۶ آوریل ۱۹۹۶) تکواندوکار اهل یونان است.
وی در مسابقات کشوری و بین‌المللی در مجموع برندهٔ ۱ مدال نقره، ۱ مدال برنز شده‌است.